# Narewka
Narewka (litauisch Narevka; belarussisch Нараўка, Narauka) ist ein zweisprachiges Dorf im Powiat Hajnowski in der Woiwodschaft Podlachien, Polen, nahe der Grenze zu Belarus. Der Ort ist Sitz der gleichnamigen Landgemeinde. Viele der Einwohner gehören zur belarussischen Minderheit in Polen.

## Geschichte

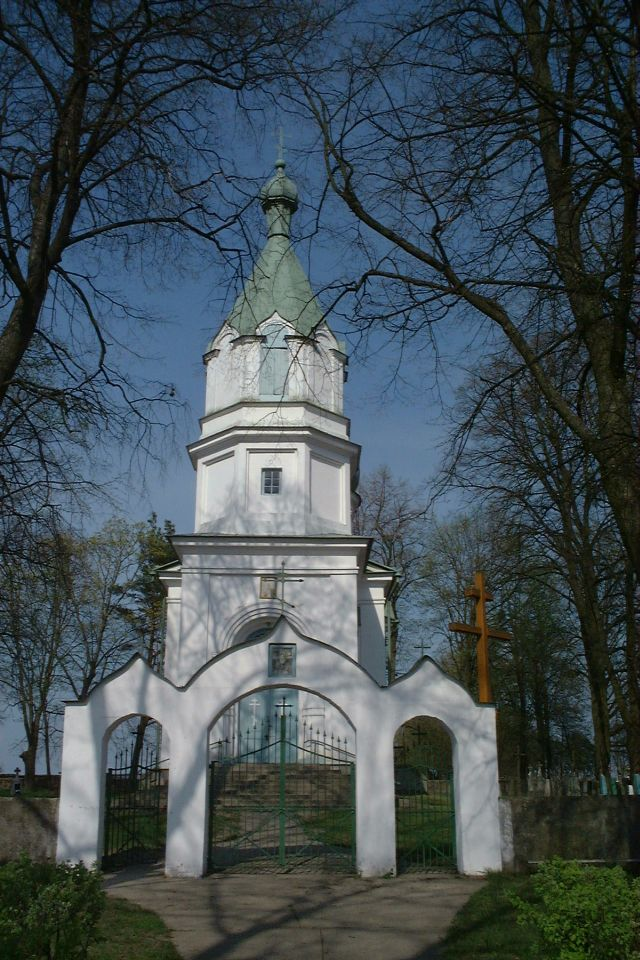
Kirche in Narewka

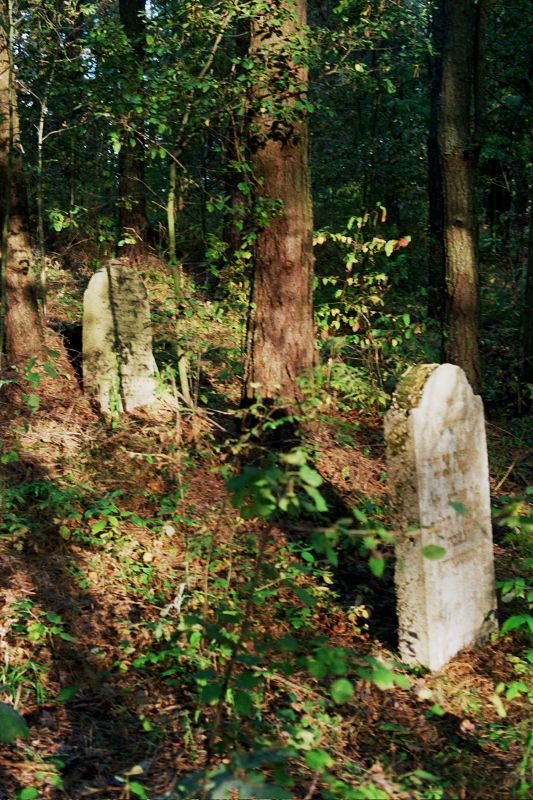
Jüdischer Friedhof in Narewka

1639 siedelte der Eisenerzbergmann Tomasz Wydra Polkowski in Narewka. Die Wirtschaft des Ortes war durch das Schmelzen von Raseneisenerz geprägt. 
Auf dem Gebiet der heutigen Gemeinde Narewka entstanden im 18. Jahrhundert vier Meierhöfe: Grodzisk, Lewkowo, Łuka und Siemianówka.  Bei der dritten Teilung Polens 1795 fiel Narewka an Russland. 
In der zweiten Hälfte des 19. Jahrhunderts erhielt Narewka Stadtrecht, das genaue Datum ist allerdings nicht bekannt. 1888 hatte Narewka etwa 860 Einwohner, darunter 780 Juden. Die Eisenbahnstrecke Hajnówka–Wołkowysk führt seit 1906 durch die heutige Gemeinde.
In der Zwischenkriegszeit waren kleine Industriebetriebe, eine Terpentinfabrik, die Glashütte von Hackiel und eine Windmühle in dem Ort ansässig.
Während des Zweiten Weltkriegs wurde der Ort nicht zerstört, jedoch wurden viele ansässige Juden Opfer des Holocaust.

## Gemeindegliederung
Zur Landgemeinde (gmina wiejska) Narewka gehören 22 weitere Ortsteile mit einem Sołectwo (Schulzenamt).

## Religionen
Das Dorf verfügt über eine katholische und eine orthodoxe Kirche. Auch gab es eine Synagoge, die allerdings von der jüdischen Bevölkerung zerstört wurde, da sie durch die Benutzung als Lagerhaus durch die Rote Armee 1939 nach ihrer Ansicht entweiht worden war. 

## Sehenswürdigkeiten
- Białowieża-Nationalpark
- Das natürliche Narewkatal
- Wanderwege Wilczy Szlak, Wokół uroczyska Głuszec (im Nationalpark von Białowieża), Białowieża, Narewka, Masiewo, Babia Góra, Siemianówka, Stary Dwór, Michałowo (geplant) und der Lehrpfad Pod Dębami im Waldpromotionskomplex Puszcza Białowieska in Świnoroje mit Lagerfeuerplätzen und einem Campingplatz